# Lindapecten muscosus
Lindapecten muscosus är en musselart som först beskrevs av W. Wood 1828.  Lindapecten muscosus ingår i släktet Lindapecten och familjen kammusslor. Inga underarter finns listade i Catalogue of Life.